# Zsigmond Perényi
Dans le nom hongrois Perényi Zsigmond, le nom de famille précède le prénom, mais cet article utilise l’ordre habituel en français Zsigmond Perényi, où le prénom précède le nom.
Le baron Zsigmond Perényi de Perény, né le 18 novembre 1783 à Beregszász-Végardó, en actuelle Ukraine, et exécuté à Pest le 24 octobre 1849, est un  homme politique hongrois.

## Biographie
Important propriétaire foncier, főispán du comitat de Ugocsa et membre de la Chambre des magnats, il est le fils du baron István Perényi (1747-1823), főispán de Ung et de Nyitra, et de la baronne Éva Horváth de Muranicz (1750-1808). Il devient membre du Comité de la Défense Nationale lors de la Révolution hongroise de 1848 et porte-parole de la Chambre des magnats.
Il est exécuté après la chute de la Révolution hongroise de 1848 car son nom apparaît dans la Déclaration d'indépendance de la Hongrie, proclamée à Debrecen par la Diète de Hongrie le 14 avril 1849.
Il est le grand-père de Zsigmond Perényi (1870–1946), ministre de l'Intérieur de Hongrie en 1919.